# Tažené těsto

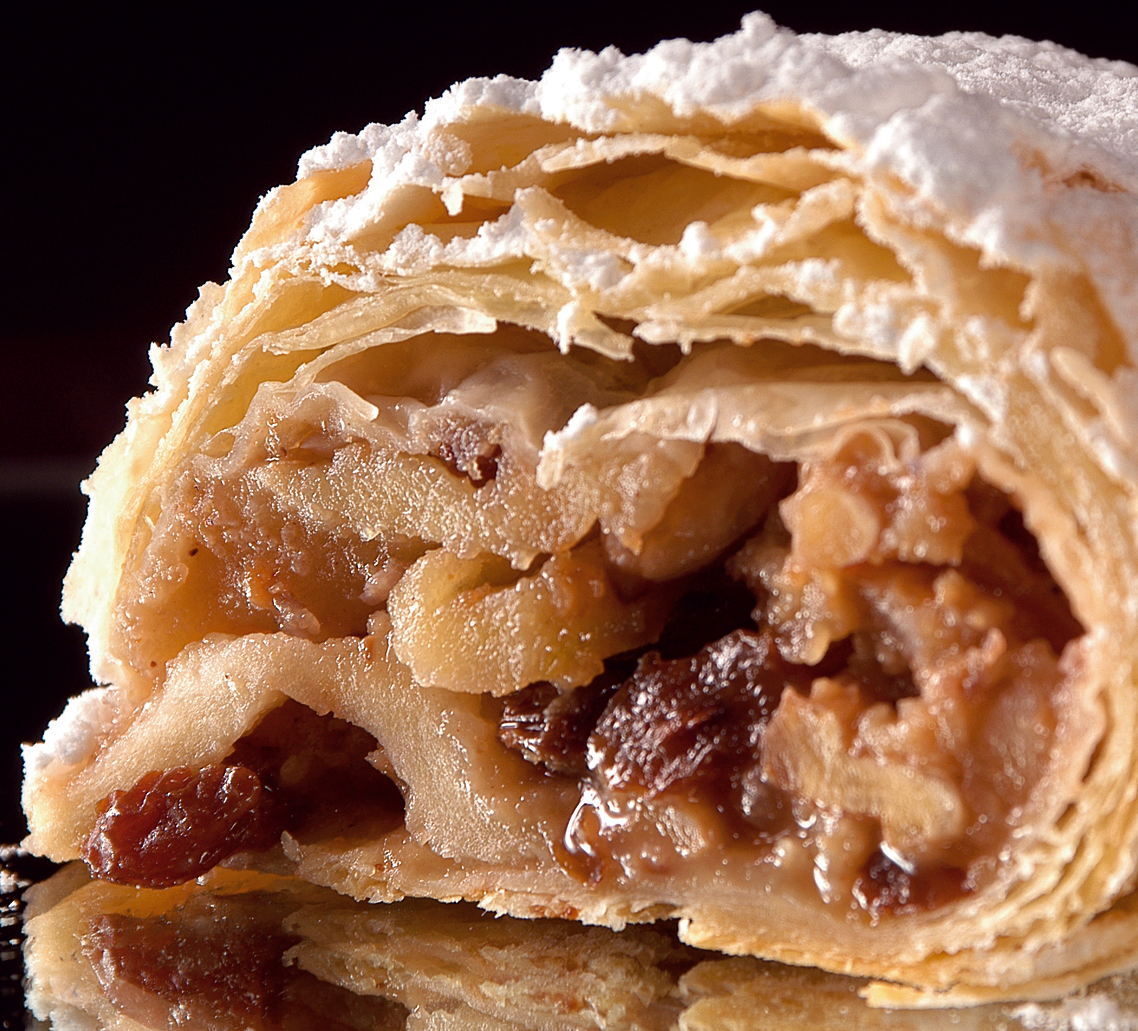
Jablečný závin z taženého těsta

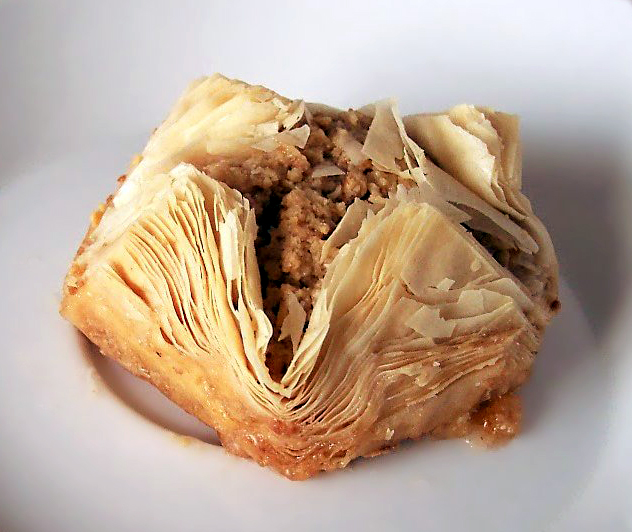
Baklava

Tažené těsto je nekypřené (nekvašené) těsto připravované z mouky, teplé vody a trochy oleje, někdy se přidává vejce. Zpracovává se roztahováním pomocí hřbetů rukou nebo prsty namočenými v oleji do velmi tenké vrstvy; uvádí se, že by mělo být průhledné. Používá se na výrobu tradičního jablečného štrůdlu, náplň však může být i jiná, například zelí s uzeným masem.
V Řecku, na Balkáně a v některých dalších zemích je toto těsto nazýváno filo nebo phyllo z řeckého φύλλο (list), v Turecku se nazývá yufka (tenké), v arabštině ruqaq nebo ruqaqat, v Maroku warqa. V těchto zemích se z něj připravují tradiční speciality jako baklava, burek a řada dalších.
Na rozdíl od listového těsta, které se zpracovává zároveň s tukovou mezivrstvou, se tažené těsto zpracovává bez tuku (s výjimkou malého množství tuku v samotném těstě) a teprve po roztažení do velmi tenké vrstvy se potírá rozpuštěným máslem nebo olejem a dále zpracovává (tvaruje a plní).